# Alick Walker
Alick Donald Walker (ur. 26 października 1925 w Skirpenbeck, zm. 4 grudnia 1999) – brytyjski paleontolog, znany głównie z badań mezozoicznych gadów, w szczególności triasowych archozaurów z Elgin oraz późniejszych prac dotyczących krokodylomorfów. Jego publikacje charakteryzowały rozbudowane opisy anatomiczne oraz interpretacje porównawcze.

## Życiorys
Alick Walker urodził się 26 października 1925 roku w Skirpenbeck, niedaleko Yorku. Jego ojciec był pastorem, co wpłynęło na silną chrześcijańską wiarę Walkera. W latach 1945–1948 odbył służbę wojskową w Royal Navy, po czym rozpoczął studia geologiczne na Uniwersytecie w Bristolu. Po ukończeniu pierwszego etapu edukacji uniwersyteckiej, w 1951 roku, zaproponowano mu dwa kierunki pracy doktorskiej – pod kierunkiem Waltera Fredericka Whittarda w Bristolu, badając kopalne ryby z Old Red Sandstone, oraz w Newcastle, badając późnotriasowe gady z Elgin pod kierunkiem Stanleya Westolla. Walker wybrał drugą opcję i wyjechał do Newcastle w 1951. W sierpniu 1957 ukończył swoją rozprawę doktorską, dotyczącą przede wszystkim archozaura Stagonolepis z Elgin. Ukazała się ona w 1961 roku w czasopiśmie "Philosophical Transactions of the Royal Society, Series B". Trzy lata później, na łamach tego samego periodyku, opublikował monografię dotyczącą ornitozucha. Spora jej część dotyczyła także jurajskich teropodów, w tym eustreptospondyla. Prace te utrwaliły imię Walkera oraz wyznaczyły nowe standardy w szczegółowym opisywaniu skamieniałości.
Pod koniec lat 60. Walker zainteresował się bliżej pochodzeniem krokodyli i ptaków. Przebadał niemal wszystkie późnotriasowe i wczesnojurajskie krokodylomorfy. W 1972 roku, w publikacji w "Nature", argumentował za bliskim pokrewieństwem krokodylomorfów z grupy Sphenosuchia a ptakami. W 1985 przyznał, że ta podobieństwa pomiędzy przedstawicielami tych dwu grup mogą być oparte na ewolucji zbieżnej, a jego hipoteza – błędna. Walker nie uznawał analiz kladystycznych jako metody wyjaśniającej filogenezę, co prowadziło do odrzucenia go przez część środowiska naukowego. Jego opisy anatomiczne przetrwały jednak próbę czasu.
Pod jego kierunkiem doktorat uzyskało dwóch studentów: Bobbie Paton (formalnie student Stanleya Westolla) oraz Michael J. Benton. Walker nigdy nie próbował zbudować grupy badawczej i pracował głównie sam, jednak wielu studentów przyjeżdżało do Newcastle prosić go o radę. Na jego cześć jeden z rodzajów teropodów nazwano w 1994 Alwalkeria.
Alick Walker zmarł 4 grudnia 1999 roku, wkrótce po śmierci swojej żony Dorothy.